# Kentiopsis
Kentiopsis es un género con cuatro especies de plantas con flores de la familia  de las palmeras Arecaceae.  Es originario de Nueva Caledonia.

## Taxonomía
El género fue descrito por Adolphe Theodore Brongniart y publicado en Comptes Rendus Hebdomadaires des Séances de l'Academie des Sciences 77: 398. 1873.
Etimología
Kentiopsis: nombre genérico derivado del nombre del género Kentia, nombrado en honor de William Kent (1779–1827), del Jardín Botánico de Buitenzorg, de la isla de Java (ahora Kebun Raya Bogor) con el sufijo opsis = "similar", donde se presume el parecido con Kentia Blume.

## Especies
- Kentiopsis magnifica
- Kentiopsis oliviformis
- Kentiopsis piersoniorum
- Kentiopsis pyriformis